# Gaz (Iran)
Gaz (farsi گز) è una città dello shahrestān di Borkhar-e Meymeh, circoscrizione Centrale, nella Provincia di Esfahan.